# Standbein
Das Standbein (in der Tiermedizin Stützbein) ist das Bein, dessen Fuß momentan das Körpergewicht trägt. Zum normalen Bewegungsablauf gehört, dass immer ein Bein belastet ist (Standbein), das andere unbelastet (Spielbein). Dasselbe gilt beim Tanzen. 
Auch beim Stehen kann ein Bein unbelastet bleiben oder nur wenig Gewicht tragen, während das andere Bein als Standbein dient.
In der Bildhauerkunst der griechischen Klassik ist das Standbein Bestandteil des Kontraposts nach dem Vorbild von Polyklet.
In der Sprache der Wirtschaft nennt man den Teil eines Unternehmens Standbein, der eine feste Einnahmequelle darstellt – in Unkenntnis der Bedeutung des Wortes wird gelegentlich auch davon gesprochen, ein „zweites Standbein“ zu suchen.

## Standbein im Basketball
Im Basketball bleibt der Fuß des Standbeins bei einem Sternschritt fest auf dem Boden. Bei einem Schrittstopp ist das Standbein immer das Bein, welches zuerst den Boden berührte, bei einem Parallelstopp darf der Spieler sich das Standbein aussuchen. Es darf dann aber nicht mehr gewechselt werden. Dribbelt ein Spieler ganz normal im Gehen und nimmt dann den Basketball auf, ist das Bein Standbein, das sich zu dem Zeitpunkt, da er den Ball in Händen hält, am Boden befindet. Mit dem Bein, das sich noch in der Luft befindet und nach Vollendung des Schrittes auf den Boden aufgesetzt wird, darf er dann beliebig oft den Boden des Spielfeldes berühren, ohne dass er dabei einen Schrittfehler begeht. Dies nennt man dann Sternschritt. Allerdings darf das Standbein nach der Sternschrittbewegung zum Zwecke eines Wurfes oder Passes angehoben („aufgelöster Sternschritt“), aber nicht wieder aufgesetzt werden. Diese Möglichkeit ergibt sich zum Beispiel aus der Korbleger-Bewegung, bei der auch der erste Kontakt, also das Standbein, angehoben wird, bevor auf den Korb geworfen wird.